# Masayoshi Sukita
 Masayoshi Sukita  (Japans: 鋤田正義) (Nōgata Shi, 5 mei 1938) is een Japanse popfotograaf. Hij werd vooral bekend als fotograaf voor de hoezen van albums van diverse beroemde artiesten in de jaren 70, onder wie David Bowie.
Hij werd geboren in Nōgata Shi, in de prefectuur Fukuoka. Op jeugdige leeftijd raakte hij gepassioneerd door jazz en rock'n'roll en de musici in deze genres. Hij schreef zich in aan een fotografieschool in Osaka, maar verklaarde zelf de beste visuele opleiding te hebben genoten in het bestuderen van films met Marlon Brando, James Dean en Elvis Presley. Toen de Franse Nouvelle Vague losbarstte vond hij inspiratie in de beelden van regisseurs als Alain Resnais.
Op het gebied van fotografie werd hij vooral geraakt door Dennis Stock (die onder meer James Dean vereeuwigde) en de pioniers van het Magnum-bureau.
Hij begon te werken als assistent van de fotograaf Shisui Tanahashi. In 1961 trad hij toe tot de fotografische afdeling van Daiko Advertising Inc. in Osaka en in 1965 verhuisde hij naar Tokio.
Daar fotografeerde hij mode voor de Delta Monde en maakte hij ook reclamefilms maakte voor tv.
In 1970 begon hij als freelancer. Meteen daarna begon hij te reizen en bezocht hij herhaaldelijk New York, aangetrokken door de subcultuur rond Andy Warhol en Jimi Hendrix, van wie hij een paar maanden voor zijn dood een optreden zag. In 1972 ontmoette en fotografeerde hij in Londen Marc Bolan van T. Rex. Een optreden van David Bowie in de Royal Festival Hall had een beslissende impact. Met goedkeuring van Bowie's persoonlijke fotograaf Mick Rock begon Sukita daarop een samenwerking die meer dan 40 jaar zou duren en voor wie hij meerdere albumhoezen zou produceren, van Heroes (1977) tot Tin Machine (1989) en The Next Day (2013), evenals diverse boeken.
In 2009 werden enkele van Sukita's werken opgenomen in de tentoonstelling "Who Shot Rock & Roll" in het Brooklyn Museum.
In 2010 publiceerde hij het fotoboek "Yellow Magic Orchestra by Sukita", in 2012 gevolgd door "Bowie by Sukita. Speed of Life" dat de hele periode van zijn samenwerking met Bowie beslaat.
Andere boeken van hem zijn onder meer: "A Film by Jim Jarmusch: Mystery Train" (1989), "David Bowie 'KI' by Masayoshi Sukita" (1992) en "T.Rex 1972 by Sukita" (2007).
Hij exposeerde in Creation Gallery G8, The Guardian Garden (2006), Tokyo Metropolitan Museum of Photography, Shibuya Parco Museum, Paul Smith Space Gallery (2012), SNAP Galleries in Londen, Inter Media Station IMS in Fukuoka (2013) en Bigstep in Osaka (2014).